# Julián Estiven Vélez
Julián Estiven Vélez (født 9. februar 1982) er en colombiansk fodboldspiller.

## Colombias fodboldlandshold
| Colombias landshold | Colombias landshold | Colombias landshold |
| År                  | Kmp                 | Mål                 |
| ------------------- | ------------------- | ------------------- |
| 2006                | 4                   | 0                   |
| 2007                | 6                   | 0                   |
| 2008                | 5                   | 0                   |
| Total               | 15                  | 0                   |